# Gyászmagyarok

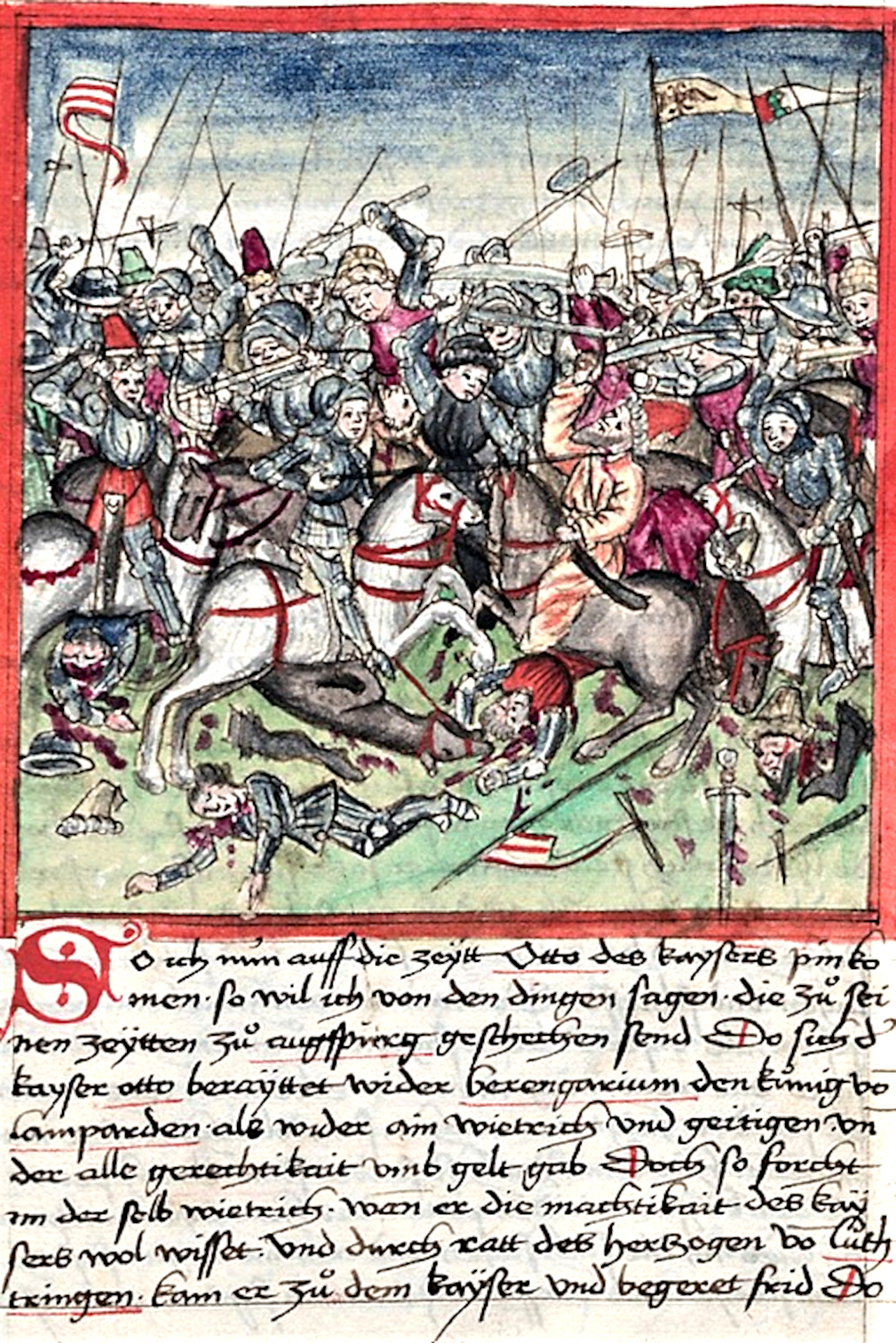
Az augsburgi csata Hektor Mülich 1457-es illusztrációján, Sigmund Meisterlin Nürnberg város történetét leíró munkájában.

A Képes krónika szerint a 955. évi augsburgi csata után a legyőzött magyarokat a szász seregek megölték, hét harcos kivételével. Őket fülüket levágva megcsonkították és megalázásként gyalog indították útnak, hogy legyen, aki figyelmeztetésként elviszi a vereség hírét hazájukba. Nevezték őket a gyászmagyaroknak, gyászvitézeknek, gaz magyaroknak és magyarkának is, megvetésként, amiért nem haltak meg a többiekkel. Minden vagyonukat elvesztették és sátorról sátorra járva, koldusként kellett járniuk az országot, sőt, még unokáik is koldusok voltak. Rajtuk állítólag I. István könyörült meg, és Esztergom Szentlázár nevű külvárosának Szent Lázár kolostorába helyezte őket. Innentől kezdve Szent Lázár szegényeinek nevezték a gyászmagyarokat.
A történet ebben a formában valószínűleg legenda. A hét mágikus, szent szám, így nem feltétlenül jelenti a harcosok valódi létszámát. Nagy győzelmek után megcsonkítva elengedett hírmondók sokszor előfordultak a történelemben, de nem tudható biztosan, hogy ezt a szokást valóban alkalmazták-e Augsburgnál. Annyi biztos, hogy a meggazdagodni nem tudó veteránok énekmondóként járták az országot, így a krónikában eredetileg szereplő „gyak” nem biztos, hogy gyászt jelent, egyes elméletek feltételezése szerint inkább „diák”ot, kóbor énekest.
Szent Lázár szegényei egy Európa-szerte elterjedt, leprások ápolásával foglalkozó rend tagjai voltak, így a név nem illethette kizárólagosan a gyászmagyarokat.

## Külső hivatkozások
- Kalandozások kora
- Tóth Béla:Mendemondák
- Jókai Mór: A magyar nemzet története regényes rajzokban